# Нагрудный знак «За безупречную службу» (Администрация Президента Казахстана)
Нагрудный знак «За безупречную службу» (каз. Мінсіз қызметі үшін) – ведомственная награда Администрации  Президента Республики Казахстан.

## Положение
Нагрудным знаком «Мінсіз қызметі үшін» награждаются политические и административные государственные служащие, имеющие стаж работы в Администрации Президента Республики Казахстан соответственно не менее 5 и 10 лет, за безупречную службу, образцовое исполнение служебных обязанностей, значительный вклад в результаты деятельности и повышение имиджа Администрации Президента Республики Казахстан.

## Описание
Нагрудный знак «Мінсіз қызметі үшін» состоит из трёх элементов (основа и две накладки), изготавливается из латуни и имеет форму восьмиконечной стилизованной звезды. Диаметр знака составляет 45 мм. На лучах основы, в центре звезды, расположена накладка в виде восьмигранника. На голубом фоне восьмигранника расположено кольцо, окаймлённое декоративной плетёнкой золотистого цвета. Внутри кольца, на тёмно-синем фоне, выполнена надпись «ҚАЗАҚСТАН РЕСПУБЛИКАСЫ ПРЕЗИДЕНТІНІҢ ӘКІМШІЛІГІ». На внутренних углах восьмигранника закреплены восемь бесцветных огранённых фианитов.
Вторая накладка представляет собой круг, на белом фоне которого, в обрамлении венка из лавровых листьев, расположено рельефное изображение здания Резиденции Президента Республики Казахстан «Акорда».
На реверсе, в центре, расположена надпись «МІНСІЗ ҚЫЗМЕТІ ҮШІН».
Знак с помощью ушка и кольца соединяется с шестиугольной колодкой из латуни высотой 50 мм, обтянутой шелковой муаровой лентой шириной 32 мм с одной синей, двумя голубыми, двумя красными, двумя зелёными и четырьмя белыми полосками.
Знак при помощи булавки с визорным замком крепится к одежде.